# Matilda Ziegler
Matilda Ziegler, född 23 juni 1964 i Ashford, är en brittisk skådespelare.
Hon är mest känd för sin roll som Mr. Beans "flickvän" Irma Gobb. Speciellt ihågkommen är hon från avsnittet när Bean firar jul och hon förväntar sig en förlovningsring, men till sin stora besvikelse dels får en typ av reklamtavla föreställande ett nyförlovat par och sedan en krok, som hon tror är en ring, att hänga upp tavlan med.
På senare tid har hon medverkat i ett par avsnitt i deckarserien om kommissarie Lynley, där hon spelar kvinnlig, sexig advokat och är föremål för Lynleys kärleksintresse. I TV-serien Från Lark Rise till Candleford spelar hon Pearl Pratt.